# 岩泉三本松バスストップ
岩泉三本松バスストップは（いわいずみさんぼんまつバスストップ）は岩手県下閉伊郡岩泉町にあるバス停留所である。
当停留所は廃止されたJRバス東北岩泉営業所と隣接していた。一時期は岩泉営業所前駅として自動車駅ともなっていた。

## 停車路線
- 岩泉町民バス
  - 小本線
  - 有芸線
  - 鼠入線
  - 安家洞線
  - 国境・上荒沢口線
- 田野畑村営バス
  - 夏節・沼袋・田野畑方面

## 沿革
- 1947年12月25日 - 仙台鉄道局岩泉自動車区として開設。「岩泉三本松」停留所設置。
- 1957年10月15日 - 停留所名を「岩泉三本松」から「岩泉営業所前」へ変更。
- 2003年4月1日 - JRバス岩泉営業所を廃止。停留所名を「岩泉三本松」へ変更。
- 2009年12月1日 - 岩泉町内の経路変更により、JRバス東北、岩手県北バス運行便の停車は廃止。